# Otesánek
Otesánek (txec: Petit Otik) és una pel·lícula de comèdia negra surrealista de terror txeca del 2000 dirigida per Jan Švankmajer i Eva Švankmajerová. Basada en el conte popular Otesánek de Karel Jaromír Erben, la pel·lícula és un llargmetratge d'animació còmic d'acció en viu i stop motion ambientat principalment en un edifici d'apartaments a la República Txeca.
La pel·lícula utilitza l'obertura de Der Freischütz (1821) de Carl Maria von Weber com a partitura.

## Argument
Karel Horák (Jan Hartl) i Božena Horáková (Veronika Žilková) són una parella sense fills i per motius mèdics estan condemnats a seguir-lo. Mentre està de vacances amb els seus veïns, els Stadler, a una casa del camp, Karel decideix comprar la casa a proposta del senyor Stadler. Quan està arreglant la casa, desenterra una soca d'arbre que sembla vagament un nadó. Es passa la resta de la nit netejant-lo i després el presenta a la seva dona. Li posa el nom Otík a la soca i comença a tractar-la com un nadó real. Aleshores elabora un pla per fingir el seu embaràs i, cada cop més impacient, accelera el procés i "pareix" un mes abans.
Otík cobra vida i té una gana insaciable. L'Alžbětka (Kristina Adamcová), la filla dels Stadler, ha estat desconfiada durant tot el temps, i quan llegeix el conte de fades sobre Otesánek, la veritat es fa clara per a ella. Mentrestant, el petit Otík només ha estat menjant i creixent. En un moment donat, es menja una mica dels cabells de Božena, i un altre dia ella torna a casa i descobreix que l'Otík s'ha menjat el seu gat. Karel i la seva dona estan en desacord amb Karel que pressiona per matar la criatura i Božena que la defensa com a fill. Més tard, el nadó consumeix un treballador de correus (Gustav Vondráček) i després un treballador social (Jitka Smutná).
Les morts resultants porten a Karel a lligar i tancar Otík al soterrani del seu edifici d'apartaments, deixant Otík que es mori de gana. Alžbětka assumeix el relleu en secret com a principal cuidador. Intenta mantenir l'Otík alimentat amb menjar humà normal, però, quan la seva mare l'atura, es veu obligada a treure palletes (en aquest cas llumins) per triar una persona per alimentar a Otík. La víctima escollida és un ancià i pedòfil, el senyor Žlábek (Zdeněk Kozák), que l'ha estat perseguint recentment. Decidint que ja no pot suportar l'assetjament, Alžbětka atrau el senyor Žlábek al soterrani on s'enreda per les branques d'Otik i el devora. El mateix Karel es converteix més tard en una víctima quan entra al soterrani amb una motoserra però en veure Otík dubta i l'anomena "fill" abans de deixar caure la motoserra. Després, Božena entra al soterrani i sent cridar; es converteix en víctima ella mateixa. Al final, Otík desobeeix Alžbětka malgrat els reiterats avisos i es menja tot el pegat de col de la Sra Správcová (Dagmar Stříbrná), i fa que la vella se'n faci càrrec.

### Finalització
En el conte de fades en què es basa la pel·lícula, la vella mata Otesánek fent-li obrir l'estómac amb una aixada; tanmateix, la pel·lícula acaba amb ella baixant les escales, Alžbětka recitant el final del conte de fades amb llàgrimes; l'audiència no està permès presenciar l'acte.

## Repartiment
- Veronika Žilková com a Božena Horáková
- Jan Hartl com a Karel Horák
- Kristina Adamcová com a Alžbětka
- Jaroslava Kretschmerová com la mare d'Alžbětka
- Pavel Nový com el pare d'Alžbětka
- Dagmar Stríbrná com a Pani spravcova (la conserge)
- Zdenek Kozák com el Sr. Žlábek
- Gustav Vondracek com a Mládek, el carter
- Jitka Smutná com a Bulanková, la treballadora social

## Recepció
A Rotten Tomatoes, la pel·lícula té una puntuació d'aprovació del 84% basada en 44 ressenyes, amb una mitjana ponderada de 7/10. El consens crític del lloc diu: "Tot i que bastant llarg, Otesánek és una delícia estranya i capritxosa."
Otesánek es va situar al 95 de les millors pel·lícules de Slant Magazine dels anys 2000.